# Xoanodera suturella
Xoanodera suturella es una especie de escarabajo longicornio del género Xoanodera, tribu Cerambycini, subfamilia Cerambycinae. Fue descrita científicamente por Holzschuh en 2005.

## Descripción
Mide 15,8-18,8 milímetros de longitud.

## Distribución
Se distribuye por Malasia (Borneo).